# Sol Pereyra
Sol Pereyra es una cantante, actriz, música y compositora argentina, radicada en Córdoba y en México. Inició su carrera como solista en México en 2009. Ha recibido tres nominaciones a los Premios Gardel, por su disco Tírame agua (2014), por su sencillo «Antireversa» (2019) y por su disco Resisto (2020) en la categoría de mejor álbum de pop alternativo.

## Carrera

### Los Cocineros
Junto a Mara Santucho y Alfonso Barbieri conformó el trío Los cocineros en 2001 en la provincia de Córdoba. Un año después publicó junto al trío el álbum Peras al olmo, seguido de La hazaña rellena en 2004. Más tarde grabó los álbumes Niños revueltos y Morrón y cuenta nueva antes de abandonar la agrupación y dedicarse a su carrera como solista.

### Carrera en solitario
Tras colaborar en 2008 en el álbum MTV Unplugged de Julieta Venegas, se radicó en México, país donde ha desarrollado gran parte de su carrera musical como solista. Hasta la fecha, Pereyra ha publicado seis discos, Bla bla bla (2009), Comunmixta (2012), Tírame agua (2014), Préndete (2017), Resisto (2019) y Existo (2020). Su canción «Nadie te preguntó», perteneciente al disco Tírame agua de 2014, le valió reconocimiento internacional y a la fecha cuenta con doce millones de reproducciones en YouTube. Su sencillo de 2020 «De aquí para allá» fue incorporado en uno de los capítulos de la serie de Netflix La casa de las flores.
En agosto de 2020 fue convocada para realizar un homenaje en conmemoración de los treinta años del álbum Canción animal de la agrupación Soda Stereo acompañada de otros artistas como Pedro Aznar, El Kuelgue y Lisandro Aristimuño. Pereyra se encargó de versionar la canción «Un millón de años luz», segunda pista del mencionado disco.

## Discografía

### Con Los Cocineros
- Peras al olmo (2001) Independiente
- La hazaña rellena (2002) Independiente
- Niños revueltos (2003) Independiente
- Morrón y cuenta nueva (2004) GLD
- Platos voladores (2005) GLD
- Los cocineros en vivo en el Teatro Comedia (2006) Independiente
- Diente libre (2009) Independiente

### Como solista
- Blablabla (2009) Independiente
- Comunmixta (2011) S Music Argentina
- Tírame agua (2014) S Music Argentina
- Préndete (2017) S Music Argentina
- Resisto (2019) S Music Argentina/Casete México
- Existo (2020)
- La Película (2023)

### Colaboraciones
- El viento nos está esperando, junto a Guillermo Miatello (2009; bajo el seudónimo de «El hijo de mi padre»)[13]